# Xenopus ruwenzoriensis
Xenopus ruwenzoriensis là một loài ếch trong họ Pipidae.
Nó được tìm thấy ở Uganda và cũng có thể thấy ở Cộng hòa Dân chủ Congo.
Môi trường sống tự nhiên của chúng là các khu rừng ẩm ướt đất thấp nhiệt đới hoặc cận nhiệt đới, đầm lầy nước ngọt, đầm lầy nước ngọt có nước theo mùa, vườn nông thôn, và các khu rừng trước đây bị suy thoái nặng nề. Loài này đang bị đe dọa do mất môi trường sống.
It is also unusual in that it is polyploid, with 12 sets of chromosomes (dodecaploidy).